# Rio Curuçá
Il rio Curuçá (pronuncia Curussá) è un affluente del rio Javari, a suo volta affluente del rio delle Amazzoni nel tratto chiamato Solimões.
L'area del Rio Curuçá è stata testimone di un grande evento meteoritico avvenuto il 13 agosto 1930: questo evento è conosciuto come Evento del Rio Curuçá o la Tungusca brasiliana. Questo evento necessita tuttavia di ulteriori conferme. La quasi totalità delle informazioni su questo evento provengono dal resoconto fatto dal frate cappuccino Padre Fedele d'Alviano.